# Ussa (Memel)
Die Ussa ist ein Fluss in Belarus, der von rechts in die Memel mündet. Er fließt hauptsächlich in der Minskaja Woblasz, seine Mündung liegt in der Hrodsenskaja Woblasz.
Die Ussa ist 75 km lang und hat ein Einzugsgebiet von 665 m². Der jährliche Abfluss von Wasser beträgt im Bereich der Mündung etwa 5 m³/s, das durchschnittliche Gefälle beträgt 1,1 ‰.

## Geographie

### Verlauf
Die Ussa beginnt in der Nähe des Dorfes Taukany (belarussisch Таўканы), auf der Höhe von Minsk und fließt nach Süden. Sie mündet dann 2 km nordöstlich von Ljubtscha (belarussisch Любча) in die Memel. Sie ist damit der erste große Zufluss der Memel. Nach dem Zusammenfluss mit der Ussa vergrößert sich die Memel beträchtlich.
Die Ussa durchfließt den Waloschynski rajon (belarussisch Валожынскі раён), entlang der südwestlichen Hänge der Minsker Hochebene (belarussisch Мінскае ўзвышша), weiter durch die Nalibozkaja Puschtscha (belarussisch Налібоцкая пушча).
Das Tal hat im Oberlauf die Form eines Trapezes, bei einer Breite von 0,8–1 km. Auf einer Länge von 1,5 km in der Nähe des Dorfes Drasdouschtschyna (belarussisch Драздоўшчына) verengt es sich auf 0,2 km. Das Flussbett hat im oberen Lauf und dem Unterlauf eine Breite von 0,1 bis 0,15 km. Im Unterlauf- und mittleren Verlauf ist es von Feuchtgebieten umgeben, auf dem Rest des Verlaufes ist die Umgebung trocken. Das Bett hat die letzten 20 km vor der Mündung eine Breite von 8–10 m, da es für den Rest des Verlaufes kanalisiert ist.

### Nebenflüsse
- rechte Nebenflüsse sind: Bystraja, Samjanka
- linke Nebenflüsse sind: Schura, Kamenka, Kromanka, Oschmjanka